# عمور غية
عمور غية(مواليد 5 سبتمبر 1977) هو لاعب كرة قدم فرنسي جزائري يلعب لصالح نادي إستر.
شقيقه الأصغر خالد غية هو أيضا لاعب كرة قدم محترف.

## المسيرة
- - 1997-1998 :  سان ريمي دو بروفنس
  - 1998-2000 :  نادي مارتيغ
  - 2000-2005 :  نادي إستر
  - 2005-2006 :  نادي كليرمون فوت
  - 2006-2007 :  نادي تولون
  - 2007-2008 :  نادي كاسي كارنو
  - 2008-2012 :  نادي إستر
  - 2012-2013 :  نادي جازيليك أجاكسيو
  - يناير 2014-2014 :  US Marignane
  - 2014-2015 :  نادي مارتيغ
  - 2016-2019 :  نادي إستر